# Mikołaj Jurkowiecki
Mikołaj Jurkowiecki herbu Pilawa – podstoli żytomierski 1704 roku.
Był członkiem konfederacji sandomierskiej 1704 roku.